# Nitro (canal de televisão)
Nitro é um canal propriedade da Antena 3 Televisión que transmite, exclusivamente, através da TDT e nas plataformas de televisão paga ONO e Imagenio, na Espanha. A programação é orientada ao público masculino.
A transmissão de corridas iniciou-se no dia 2 de Agosto de 2010, às 07h00, e no dia 23 de Agosto de 2010 elas passaram a ser regulares.